# Утияма, Коки
Коки Утияма (яп. 内山 昂輝 Утияма Ко:ки, род. 16 августа 1990, префектура Сайтама) — японский сэйю. Сотрудничает с театральной компанией Gekidan Himawari. На раннем этапе карьеры наиболее известен своей ролью Роксаса из серии компьютерных игр Kingdom Hearts. Помимо этого, озвучил множество мужских главных персонажей в аниме. На пятой церемонии Seiyu Awards, прошедшей 5 марта 2011 года, удостоился награды в категории «Лучший начинающий актёр». В 2015 году получил премию Tokyo Anime Awards как лучший актёр озвучивания.

## Работы и роли

### Аниме-сериалы
2007 год
- «Охота на призраков» — ученик (3-я серия)

2008 год
- Soul Eater — Соул Итер Эванс

2009 год
- Fairy Tail — Миднайт

2010
- Metal Fight Beyblade — Джек
- Shiki — Нацуно Юки

2011 год
- C — Кимимаро Ёга
- Guilty Crown — Дарил Ян
- Hunter × Hunter — Меруэм
- IS (Infinite Stratos) — Итико Оримура
- Kimi to Boku — Юта Асаба
- Yu-Gi-Oh! Zexal — Кайто Тэндзё

2012 год
- Aoi Sekai no Chuushin de — Тил
- Aquarion Evol — Кагура Демури
- Binbougami ga! — Кэйта Цувабуки
- Metal Fight Beyblade Zero-G — Синобу Хирюин
- Tanken Driland — Пан
- Tsuritama — Нацуки Усами
- Zetsuen no Tempest — Ёсино Такигава

2013 год
- Ace of Diamond — Такахиро Омаэ
- Kamisama no Inai Nichiyoubi — Элис Колор
- Love Lab — Юя Танахаси (10-я серия)
- RDG Red Data Girl — Миюки Сагара

2014 год
- Amagi Brilliant Park — Сэйя Каниэ
- Barakamon — Хироси Кидо
- Buddy Complex — Дио Дзюнъё Вейнберг
- Captain Earth — Зин
- Gundam Build Fighters Try — Дайго Исибаси
- Haikyuu!! — Кэй Цукисима
- Mushishi: Zoku Shou — Рю
- Nisekoi — Раку Итидзё
- Nobunaga Concerto — Ода Нобуюки
- Ping Pong — Макото Цукимото
- Soul Eater Not! — Соул Итер Эванс
- Yu-Gi-Oh! Arc-V — Кайто Тэндзё

2015 год
- Akagami no Shirayukihime — принц (актёр)
- Charlotte — Ю Отосака
- Death Parade — Клавис
- Minna Atsumare! Falcom Gakuen — Рин Шварцер
- Q Transformers: Return of the Mystery of Convoy — Смоукскрин
- Rokka no Yuusha — Гольдоф Ауора
- Show by Rock!! — Аион
- «Ванпанчмен» — Мельзальгальд

2016 год
- Battery: The Animation — Такуми Харада
- Macross Delta — Мессер Илефельд
- Mobile Suit Gundam Unicorn — Банагер Линкс
- Nijiiro Days — Цуёси Наоэ
- RS Keikaku -Rebirth Storage- — Рин Сагами
- Yuri on Ice — Юрий Плисецкий
- «Моя геройская академия» (ТВ-1) — Томура Сигараки
- «Невеста чародея» (OAD) — Рут

2017 год
- Altair: A Record of Battles — Баязид
- Dive!! — Рэйдзи Маруяма
- Fate/Apocrypha — Сиро Котоминэ/Амакуса Сиро Токисада
- Fukumenkei Noise — Момо Сакаки
- «Моя геройская академия» (ТВ-2) — Томура Сигараки
- «Невеста чародея» (ТВ) — Рут

2018 год
- Devilman Crybaby — Акира Фудо
- Free! Dive to the Future — Икуя Кирисима
- Kaze ga Tsuyoku Fuiteiru — Такаси Сугияма
- «Вайолет Эвергарден» — Бенедикт Блю
- «Моя геройская академия» (ТВ-3) — Томура Сигараки

2019 год
- Astra Lost in Space — Ульгар Цвайг
- Teasing Master Takagi-san (ТВ-2) — Хамагути
- Sarazanmai — Тоой Кудзи
- «Истребитель демонов» — Руи

2020 год
- Ikebukuro West Gate Park — Такаси Андо
- «Магическая битва» — Тогэ Инумаки

2021 год
- Horimiya  — Идзуми Миямура
- Tsuki to Laika to Nosferatu — Лев Лепс

2022 год
- Bibliophile Princess — Алексей Штрассер

2023 год
- «Магическая битва» (ТВ-2) — Тогэ Инумаки
- «Невеста чародея» (ТВ-2) — Рут

2024 год
- Oshi no Ko (ТВ-2) — Тайки Химэкава

### Анимационные фильмы
- Momoko, Kaeru no Uta ga Kikoeru yo. (2003) — Рики Курамото
- Hotarubi no Mori e (2011) — Гин
- Un-Go Episode 0: Inga Chapter (2011) — Тацуя Ягама
- Kokoro ga Sakebitagatterunda. (2015) — Такуми Сакагами
- High Speed! Free! Starting Days (2015) — Икуя Кирисима

### OVA
- Sousei no Aquarion Love — Кагура Демури
- Beyond (2003) — Масадзи
- Mobile Suit Gundam UC (2010—2014) — Банагер Линкс
- Infinite Stratos Encore: Koi ni Kogareru Rokujuusou (2011) — Итика Оримура
- Infinite Stratos 2: Long Vacation Edition (2013) — Итика Оримура
- Infinite Stratos 2: World Purge-hen (2014) — Итика Оримура
- Fantasista Stella (2014—2015) — Каори Окита
- Nisekoi (2014—2016) — Раку Итидзё
- Mahou Tsukai no Yome: Hoshi Matsu Hito (2016) — Рут
- Under the Dog (2016) — Сюнъити Нанасэ

### Drama CD
- Isshun no Kaze ni Nare — Таканаси[3]
- Mahou Tsukai no Yome — Рут[4]
- Dragon Nest — Тимоти[3]
- IS (Infinite Stratos) — Итика Оримура[5]
- Fukumenkei Noise — Момо Сакаки

### Компьютерные игры
- Kingdom Hearts II (2005) — Роксас
- The World Ends with You (2007) — Нэку Сакураба
- The Sky Crawlers: Innocent Aces (2008) — Нагами
- Kingdom Hearts 358/2 Days (2009) — Роксас
- Kingdom Hearts Birth by Sleep (2010) — Вентус, Роксас
- Kingdom Hearts Re: coded (2010) — Роксас
- Gundam Memories: Tatakai no Kioku (2011) — Банагер Линкс
- Kingdom Hearts 3D: Dream Drop Distance (2012) — Нэку Сакураба, Вентус, Роксас
- Little King's Story (2012) — Адзурэ
- Rune Factory 4 (2012) — Лест
- The Last of Us (2013) — Сэм
- The Legend of Heroes: Trails of Cold Steel (2013) — Рин Шварцер
- IS (Infinite Stratos) (2014—2015) — Итика Оримура
- Haikyuu!! (2014—2016) — Кэй Цукисима
- The Legend of Heroes: Trails of Cold Steel II (2014) — Рин Шварцер
- Captain Earth: Mind Labyrinth (2015) — Зин
- 7th Dragon (2015)
- Fate/Grand Order — Амакуса Сиро Токисада, Тристан
- Devil May Cry 5 — Ви
- Genshin Impact — Рэйзор